# 海伍德死亡案
海伍德死亡案，中国官媒始称尼尔·伍德死亡案，进入司法程序后又称薄谷开来、张晓军故意杀人案，重庆市公安局内部始称“11·15”案件，指2011年11月15日英国商人尼尔·海伍德被发现死于重庆南山丽景度假酒店的案件。
海伍德死后，重庆官方称死因为“饮酒过量”，且未尸检即将其尸体火化。时任重庆市分管政法工作的副市长兼公安局局长王立军在事后因故调查此案。此后王立军遭到市委书记薄熙来的排挤并在被薄调为分管科教等工作的副市长后，于2012年2月6日前往美国驻成都总领事馆申请政治避难，被媒体称为“王立军事件”。事件后薄熙来、王立军被中央去职。由于王立军提供证据，海伍德一案被重新调查，复查认为海伍德死于由薄熙来妻子谷开来主导、薄家勤务人员张晓军协助的谋杀。
王立军事件的发生、此案的复查和披露、薄熙来被免职调查，对薄熙来代表的中共左派声誉造成严重损害。薄熙来是继陈希同、陈良宇之后，第三位受到此类处理的政治局委员兼直辖市市委书记。此后，重庆市薄熙来在任时期的大量官员由于多种原因被去职，其继任者张德江也改变了薄在任时期的政策路线。

## 背景

### 海伍德与薄谷家的密切关系
尼尔·海伍德（中央官方通报中称“尼尔·伍德”）是一名常居中国的英国商人、致力于帮助外国公司进入与调研中国市场的商业咨询顾问与中间人，与原重庆市委书记薄熙来一家关系密切，曾就读于著名的哈罗公学（即后来薄瓜瓜就读学校），1989年进入英国华威大学攻读国际关系，1992年毕业。1990年代初，海伍德20岁出头就到北京语言大学学习中文。之后他搬到辽宁大连，在那里认识了他后来的中国妻子王露露（音译）。婚后两人育有一女一子。
在薄熙来任大连市长期间，海伍德曾向其致信愿意帮助他吸引外资入大连，从而与薄建立联系。他也曾任薄熙来的儿子薄瓜瓜的英语教师，曾为薄瓜瓜在英国留学做过咨询工作，帮助其进入哈罗公学。薄熙来2004年被任命为商务部部长后去了北京。海伍德也搬到了北京工作，他生前一直常住北京市郊莱蒙湖别墅。2007年他代表谷开来持有法国一栋豪华别墅的50%产权。。
英國外相黑格表示已故英國商人海伍德並非是受雇於英國情報部門雇員，他“從來沒有以任何名義受雇於英國政府”。

### 海伍德与谷开来的矛盾
根据2013年8月23日济南中级人民法院庭审薄熙来时谷开来等提供的证言，海伍德与谷开来爆发矛盾源于2011年谷开来要求德某某（即帕特里克·德维利耶）和海伍德名下所持有的法国别墅所有权给徐明指定的姜丰。海伍德于2011年5月11日提出希望得到补偿140万英镑（按当时汇率折合人民币约1,500万元），并威胁说，如果他的要求得不到满足就“全部揭发”。。
根据官方调查，谷开来及其子薄瓜瓜与海伍德因经济利益发生矛盾，薄谷开来认为海伍德威胁到其子人身安全。谷开来曾请求海伍德帮助其向海外转移资金，但是由于海伍德出价过高未得到谷开来同意，据此海伍德威胁将停止参与并将相关内容曝光。不过海伍德对外未表现异常，有11月初拜访过海伍德的英国记者称，海伍德当时显得很高兴而没有恐惧。

### 王立军与谷开来的关系与矛盾
中国法医王雪梅认为2006年谷開來曾被人投毒。但谷去公安机关报案被冷遇，王立军经徐明介绍认识谷开来，并参与调查此案。此案令谷与王建立了亲密关系，以致后来谷开来的医疗健康皆由王控制。2011年5月王立军当选为重庆市副市长，但是没有进入市委常委。他跟谷开来说想进常委。据传，2011年8月12日，薄瓜瓜曾因故想见王立军，身在重庆的王欺骗他说自己在万州，薄瓜瓜在夜间去万州的路上差点出车祸。这让谷开来开始对王立军产生不满。但此说法没有可信依据。据王雪梅证实，王立军与谷开来直至谋杀发生前一直保有深厚关系，甚至海伍德受邀来到重庆皆由王一手操控。

## 案发经过
2011年11月12日，王立军在与谷开来商议后，准备待海伍德到达重庆后，以其涉嫌毒品犯罪为由，安排对其实施监控。
2011年11月13日，海伍德在张晓军的陪同下被紧急召集前往重庆。此前，海伍德曾对其朋友称自己“惹上麻烦了”，并已经把薄家在海外投资的相关文件交给了他在英国的律师，作为防止自己发生不测的“保险单”。在飞往重庆后，海伍德未能电话联系到相关联系人，而只能在重庆南山丽景度假酒店内继续等待。随后在谷开来在场的情况下，海伍德在重庆南山丽景度假酒店一房间内被张晓军按倒强行灌入氰化物，起初海伍德将氰化物吐出，随后再次被强行灌入更多的氰化物后死亡。11月15日9时多，南山酒店服务员发现被害人在酒店16栋1605室房间内死亡。

## 初步处理
11月14日中午，王立军前往谷开来的住所，谷向其讲述投毒杀害海伍德的具体经过，王立军当时私下秘密对谈话录音。当时王立军向谷开来保证善后，并让其忘记此事。其后，王调走已到案发现场的分管刑事侦查工作的公安局副局长黄某，指派当时的重庆市公安局副局长郭维国处理案件，但未有告知其自己已掌握的案情细节。
11月16日上午，郭维国、李阳（时任重庆市公安局刑警总队总队长）、王鹏飞（时任重庆市公安局技术侦查总队总队长、渝北区分局局长）、王智（时任重庆市公安局沙坪坝区分局常务副局长）等人作出海伍德酒后猝死的结论，王立军未提出异议。11月16日，英國駐重慶總領事館的領事官員收到重慶市公安局的關於海伍德死亡的傳真，中國方面告知海伍德的死因是飲酒過量。同一天，英國外交部次官布朗會見薄熙來時，英國尚未意識到海伍德案與薄熙來的關係。11月17日，王立军将郭维国等人提取的事发时的酒店监控录像硬盘交给薄谷开来。11月18日，在未进行尸检的情况下海伍德的尸体被火化，海伍德的家人告知英國領事官員火化海伍德的決定，英國外交部派代表參加火化儀式，骨灰随后被空运回伦敦。
事发后，南山丽景度假酒店所有工作人员被撤换。

## 情况转折
案件发生后，谷开来继续采取一系列的毁灭证据行动，由于担忧知情面扩大，王立军逐渐不满。
2011年12月14日，王立军因被北京邮电大学聘为兼职教授参与活动，人在北京。当天谷开来请李阳、王鹏飞、王智等人吃饭。第二天，郭维国带王智和王鹏飞到北京见王立军，王立军知道谷宴请他们以后当着郭维国骂他们二人。其后，谷开来可能从某些渠道得知此事，开始疏远王立军。
2011年12月下旬，谷开来带张晓军趁王出差查抄了王立军办公室，共抄走六十多雙皮鞋，七八箱衣服，幾十瓶香水，菸酒、補品、手錶、金銀若干，搬到谷开来家3号楼。事后谷开来向王立军解释：“听说中纪委要查你，为你把东西搬出来，是保护你。”但是王立军不相信。
2011年12月底，王立军身边的4名工作人员被非法审查。
2012年1月7日，徐明飞重庆，来劝和谷开来与王立军，但是效果不大。
2012年1月28日，王立军向薄熙来反映谷开来在案件中的重大嫌疑。第二天遭到薄熙来掌掴，当时郭维国亦在场。当天，王立军要求王鹏飞、李阳二人重新整理海伍德案件的资料。在二人花费几天时间整理完成后，王立军要求二人将资料分开存放在安全的地方。
2012年2月2日，王立军的重庆市副市长工作分工被调整，不再兼任公安局局长职务，该调动未按规定征求公安部的允许。不久，王立军身边的另外3名工作人员又被非法审查，感到自身受到威胁的王开始考虑脱身办法。
2012年2月6日，王立军进入美国驻成都总领事馆滞留，並反映伍德死亡案內情，引发王立军事件。2012年4月10日，新华社表示，公安机关成立了复查组對海伍德死亡案进行了复查。根據复查結果，尼尔·伍德死于他杀，薄谷开来和张晓军有重大作案嫌疑，並被移送司法机关。时任中共中央政治局委员、重庆市委书记薄熙来也受到波及并最终在2012年3月15日倒台。

## 本案审判
薄谷开来、张晓军故意杀人案
- 公诉机关：合肥市人民检察院
  - 公诉人：满铭安[24]
  - 起诉日期：2012年7月26日
- 审判机关：安徽省合肥市中级人民法院
  - 合议庭
    - 审判长：胡权明（合肥中院刑一庭庭长）
    - 开庭日期：2012年8月9日
    - 宣判日期：2012年8月20日
- 被告人及其辩护人（官方遴选并经被告人同意委托）：
  - 主犯：薄谷开来，被判处死刑，缓期两年执行，不上诉。
    - 辩护人：
      - 蒋敏（安徽省律师协会会长）
      - 周宇浩（芜湖市律师协会会长）

  - 从犯：张晓军（1979年10月22日－[25]、山西省古县人、中共重庆市委办公厅工作人员、薄家勤务人员），被判处有期徒刑9年，不上诉。
    - 辩护人：李仁厅（马鞍山市律师协会会长）
- 被害人：尼尔·海伍德
  - 被害人海伍德的亲属委托了诉讼代理人参加诉讼。
- 案情相关人员：薄瓜瓜（薄熙来与谷开来之子）
- 旁听人员共计140余人：
  - 薄谷开来、张晓军以及海伍德的部分亲友
  - 英国驻华使领馆官员
  - 中国内地媒体记者
  - 人大代表
  - 政协委员
  - 各界群众代表

2012年7月26日，合肥市人民检察院依法向安徽省合肥市中级人民法院提起公诉，后者受理谷开来、张晓军涉嫌故意杀人一案。8月9日正式开庭。薄瓜瓜也有提供供词。在初步庭审之后，法庭宣判押后宣判，期间，曾经传出中共中央总书记胡锦涛亲自下指示要求判处谷开来死缓，并且要谨慎处理案件。8月20日上午，安徽省合肥市中级人民法院宣判，谷开来被判处死刑，缓期二年执行，同案另一被告人张晓军则被判处有期徒刑九年。而CCTV宣判当天的与此案有关的新闻中亦有其宣读最终判决结果录音：
一：被告人薄谷开来犯故意杀人罪，判处死刑，缓期二年执行，剥夺政治权利终身。

二：被告人张晓军犯故意杀人罪，判处有期徒刑九年。

如不服本判决，可在接到本判决书的第二日起的十日内通过本院或者直接向安徽省高级人民法院提出上诉。

中国内地官方媒体低调报道合肥市人民检察院向法院提起公诉一事，报道被规定只能以新华社内容为限。百度等网站只小篇幅报导此事，或不将此事刊登在头版位置。
从犯张晓军在安徽蚌埠监狱服刑后因有悔改表现，三次获得减刑，原定2019年5月5日刑满释放，但有知情人向《南华早报》透露其至迟于2018年1月15日前已经出狱，并指张晓军参加了1月17日在八宝山举行的薄一波逝世11周年悼念活动："这是张晓军首次出现在这样的家庭活动上。他为薄家工作的时候从来没有被纳入过这样的活动。但是他过了一段艰苦的日子，牺牲了很多--他为了薄家坐了5年牢。"

## 另案处理
- 郭维国、李阳、王鹏飞、王智徇私枉法案（同院审理，同日宣判）
- 王立军徇私枉法、叛逃、滥用职权、受贿案
- 薄熙来受贿、贪污罪、滥用职权案

## 相关反应

### 王雪梅质疑
最高人民检察院首席女法醫王雪梅，曾公開以個人微博、視頻等方式質疑海伍德的死因，並稱“我个人认为，尼尔·海伍德死于氰化物中毒的结论，严重缺乏事实与科学依据。”  “作为当今中国最高检察机关的在任法医，我对涉及尼尔·海伍德死亡事件的侦查、起诉、审判活动最终所认定的事实与结果深表遗憾。 ”
2012年9月，中国互联网曾广泛流传一篇署名最高人民检察院法医王雪梅的文章《尼尔·海伍德真是死于氰化物中毒吗？》。文章说：“用于杀人的氰化物具有闪电式死亡的知名效应。一旦毒物接触口腔及消化道粘膜，受害者即刻就会出现明显的致命性中毒表现。 这篇文章称：无论是从王立军主动交代的录音中，还是从薄谷开来和张晓军在法庭上的杀人供述中，都没有寻找到符合客观规律的中毒表现和中毒症状，如“明显异常的鲜红色尸斑和鲜红色心血”。文章还提出，“死亡事件发生的当时，也就是死者的尸体还没有火化之前，公安机关通过科学的毒化检验并没有发现死者的心血里有致命的氰化物。”王雪梅的署名文章还对“被王立军一手控制历时3个月的心血检材中豁然出现致命毒药表示严重质疑，并对据此作出氰化物中毒死的死因认定表示严重质疑。”

### 英國反應
英國外交大臣威廉·黑格表示，英國外交部官員是於2012年1月18日，海伍德死去兩個月以後才首次知悉，并聽聞到在中國的英國僑民社區的傳聞，指海伍德的死因可疑，但直到2月7日，王立軍事件发生后，才向黑格汇报海伍德死亡案及其与薄家关系密切。2月15日，英國駐北京使團副主管與中國外交部領事部官員就此案會晤。2月21日，英國駐华大使要求中國方面重新調查海伍德的死因。3月22日，英國外交部領事部負責人要求中國調查海伍德的死因。4月17日，英國首相卡梅倫和黑格批评英国情报部门失灵，未能對海伍德之死和薄家牽連及時發出警告，下令調查英国外交部对此的情报疏漏。4月18日，英國首相卡梅倫與中共中央政治局常委李长春在英國會面，卡梅倫向李长春表达了英方对海伍德案的关注。
2012年8月21日本案宣判后，英国驻华大使馆的一名发言人随即发表声明称：“我们欢迎中国政府对海伍德被害案的调查，以及审判有关的犯罪人员。”声明还称，英国方面曾多次表示，希望中华人民共和国当局对该案的宣判能按照国际人权标准，不要对罪犯判处死刑。